# Erythmelus empoascae
Erythmelus empoascae är en stekelart som beskrevs av Subba Rao 1966. Erythmelus empoascae ingår i släktet Erythmelus och familjen dvärgsteklar. Inga underarter finns listade i Catalogue of Life.